# Viererkette
Die Viererkette ist eine Abwehrformation im Fußball mit je zwei Außen- und Innenverteidigern, also ohne den früher üblichen Libero.
Bei verschiedenen Spielsystemen wie zum Beispiel dem 4-4-2-, 4-5-1- oder 4-3-3-System deutet jeweils die erste Zahl auf die Viererkette hin.
Die Viererkette wird meistens mit Raumdeckung gespielt.

Das System 4-4-2 mit einer Mittelfeldraute

Die Viererkette ist die häufigste Aufstellung der Verteidigung im heutigen Fußball. Die vier Abwehrspieler spielen ohne Libero. Die beiden Innenverteidiger spielen meistens im Übergabesystem gegen die beiden gegnerischen Stürmer. Dabei wird versucht, das abseitsfreie Spielfeld möglichst klein zu halten. Das hat zur Folge, dass die gegnerischen Spieler häufig ins Abseits gestellt werden können und der Raum für die angreifende Mannschaft sehr eng ist, so dass ein schnelles genaues Passspiel notwendig ist, um die Viererkette zu überwinden (an den sogenannten Schnittstellen der Viererkette). Der Torwart „spielt mit“, das heißt, er steht weit vor dem Tor und soll die langen Bälle in Richtung des Strafraums abfangen. Außerdem ist er eine mögliche Anspielstation beim Seitenwechsel von einem auf den anderen Außenverteidiger.
In diesem Zusammenhang spricht man vom sicheren Abstand, mit dem die Viererkette agiert. Die Viererkette agiert mit sicherem Abstand, wenn sie etwa 20 Meter vor dem eigenen Tor steht. Bei diesem Abstand hat der Torwart eine Chance, Bälle zu erlaufen, die von den Angreifern durch die Schnittstellen gespielt werden, während Torschüsse aus dieser Entfernung nur geringen Erfolg versprechen.
Ein Irrglaube ist allerdings, dass jede Viererkette automatisch mit Abseitsfalle spielt.
Die beiden Außenverteidiger dienen zur Stabilisierung der Verteidigung, sie sollen jedoch über die Außenseiten das Spiel nach vorne verstärken. Das Abwehrsystem ist sehr komplex und stellt hohe Anforderungen an jeden einzelnen Spieler. Sie müssen gleichzeitig ihren jeweiligen Gegenspieler bewachen, die Spielsituation beobachten und die eigenen Mitspieler der Kette im Blick behalten. Wichtig in diesem Zusammenhang ist das gegenseitige Coaching der Spieler.
Das Mittelfeld unterstützt beim Spiel mit einer Viererkette sowohl die Abwehr als auch den Angriff.

## Verhalten der Kette bei Angriffen über Außenseite

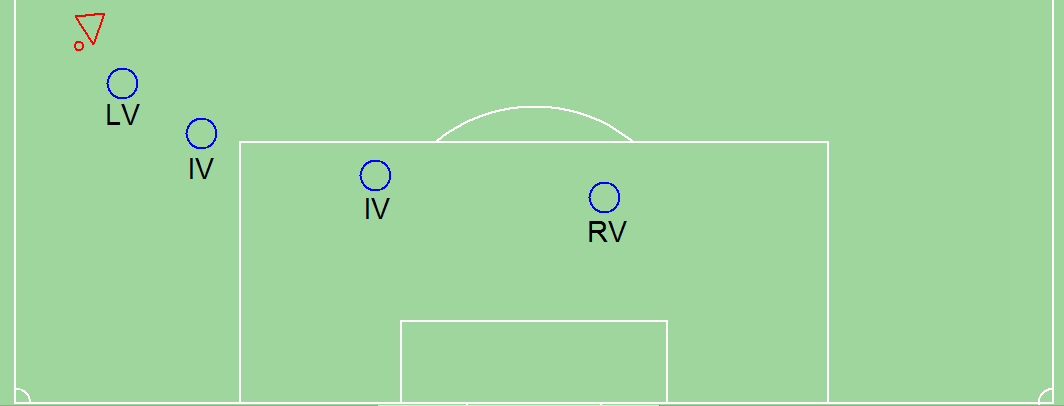
Verhalten der Viererkette

Bei sämtlichen Angriffsaktionen des Gegners verschiebt sich die Viererkette ballorientiert. Greift der Gegner über eine der Außenseiten an, übt der jeweilige Außenverteidiger Druck auf den Angreifer aus und wird dabei von dem ihm am nächsten befindlichen Innenverteidiger abgesichert. Der Abstand zwischen diesen beiden Spielern der Viererkette sollte nicht allzu groß sein, damit der Innenverteidiger eingreifen kann, falls der Angreifer den Außenverteidiger umspielt. Die anderen beiden Spieler der Viererkette rücken in Richtung des Balles nach und staffeln sich in der Tiefe, um es dem Gegner zu erschweren, einen diagonalen Flugball in den Rücken der Abwehr zu spielen. Etwaige Angreifer an der gegenüberliegenden Außenlinie werden nicht beachtet.

## Verhalten der Kette bei Angriffen durchs Zentrum

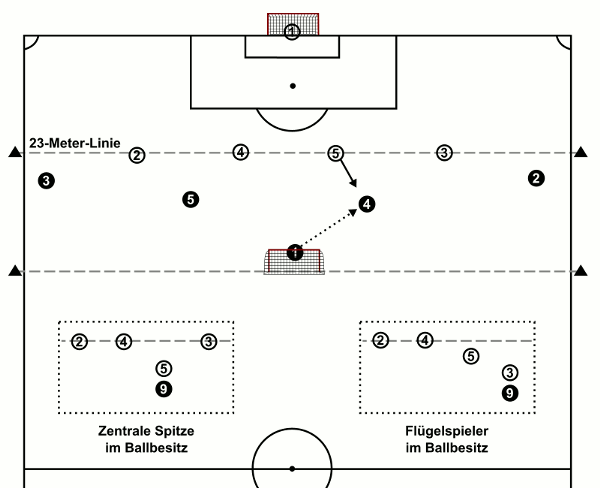
Verhalten der Viererkette

Angreifer, die in der Mitte durchbrechen wollen, werden vom ballnahen Innenverteidiger unter Druck gesetzt, während der andere Innenverteidiger und der ballnahe Außenverteidiger diesen unterstützen. Die drei Spieler bilden in dieser Situation das sogenannte Abwehrdreieck mit dem druckausübenden Innenverteidiger an der Spitze. Idealerweise verhindern die unterstützenden Spieler durch ihr Stellungsspiel den Pass in die Tiefe, können aber zugleich noch übernehmen, falls der Angreifer den druckausübenden Innenverteidiger überwindet.

## Geschichte
Zur Erfindung und Entwicklung der Viererkette gibt es verschiedene Theorien. Laut dem Buch Hundert Jahre Rapid von Karl P. Koban, Johann Skocek und Wolfgang Weisgram kam sie wahrscheinlich aus Brasilien nach Europa. Dort soll ein System, das der Beschreibung nach der Viererkette entspricht, bereits 1949 verwendet worden sein. Vom SK Rapid Wien, der damals sonst das brasilianische System übernommen hatte, wurde sie noch nicht 1:1 übernommen, sondern man spielte mit einem „Ausputzer“ (einem defensiven Libero) und drei Stoppern (Verteidigern). Dass man die Viererkette nicht komplett übernahm, lag laut Buch einerseits daran, dass man sie den Spielern nicht schnell genug beibringen konnte, andererseits wohl auch weil Ernst Happel perfekt als Ausputzer geeignet war.
Als einer der Väter der Viererkette gilt auch die sowjetisch/ukrainische Trainerlegende Walerij Lobanowskyj. Dieser errang 1974/75 mit Dynamo Kiew den Europapokal der Pokalsieger und den UEFA Super Cup. Als einer der Gründe wird die Spielweise mit doppelter Viererkette und ohne Libero angesehen. Dies beeinflusste westeuropäische Trainer. Sven-Göran Eriksson gewann mit IFK Göteborg, die er mit Viererkette spielen ließ, 1982 überraschend den UEFA-Pokal. Besonders weiterentwickelt wurde die Viererkette in den Niederlanden und Italien. Arrigo Sacchi zählte Lobanowskyj zu seinen großen Vorbildern. Sacchi hatte mit dem AC Mailand zwischen 1988 und 1990 etliche nationale und internationale Erfolge gefeiert.
In Deutschland ließ Hannes Bongartz als Trainer des 1. FC Kaiserslautern (1984–1987) zeitweise und während seiner Amtszeit bei der SG Wattenscheid 09 (1989–1994) endgültig mit Viererkette spielen. Als weitere Vertreter kamen Mitte der 1990er Jahre Bernd Krauss (Borussia Mönchengladbach) – den Bongartz später ablöste – und Wolfgang Frank (1. FSV Mainz 05, 2. Bundesliga) hinzu. Daneben gab es in dieser Zeit bei einigen Bundesligamannschaften noch kurzfristige bzw. erfolglose Versuche. Bekannt wurde die Viererkette in Deutschland auch durch Ralf Rangnick (SSV Ulm 1846, 2. Bundesliga), der die Spielweise 1998 im Aktuellen Sportstudio erklärte.